# Edmund Dinis
Edmund Dinis (São Miguel, Azores; 4 de octubre de 1924 – Dartmouth, Massachusetts; 14 de marzo de 2010) fue un fiscal y político estadounidense.
Hijo de Jacinto y Maria Dinis, de origen portugués, la familia emigró a Estados Unidos, asentándose en New Bedford, Massachusetts. Después del instituto, Dinis se unió al ejército y se convirtió en intérprete de francés para la Army Intelligence durante la Segunda Guerra Mundial. Tras la guerra, estudió derecho en la Universidad de Suffolk.
Sirvió en el ayuntamiento de New Bedford y en las dos cámaras de la Corte General de Massachusetts. En 1959 se convirtió en fiscal del distrito. Procesó el juicio por el accidente de Chappaquiddick (1969), en el que se vio envuelto el senador Ted Kennedy, y que le valió críticas por parte de algunos sectores que le acusaron de haber sucumbido a la presión de los partidarios de la familia Kennedy y no haber presionado lo suficiente el caso. Este puede ser el motivo por el cual, tras 10 años siendo fiscal, no fuese reelegido en 1970.
Después de perder las elecciones de 1970, Dinis se dedicó a la abogacía, adquiriendo en 1975 lo que se convertiría en WJFD-FM, una radio en lengua portuguesa. Su campaña en 1976 por un escaño en el Congreso fracasó, al igual que su intento de recuperar el puesto de fiscal en 1982.